# 九州大学大学院人文科学研究院・大学院人文科学府・文学部

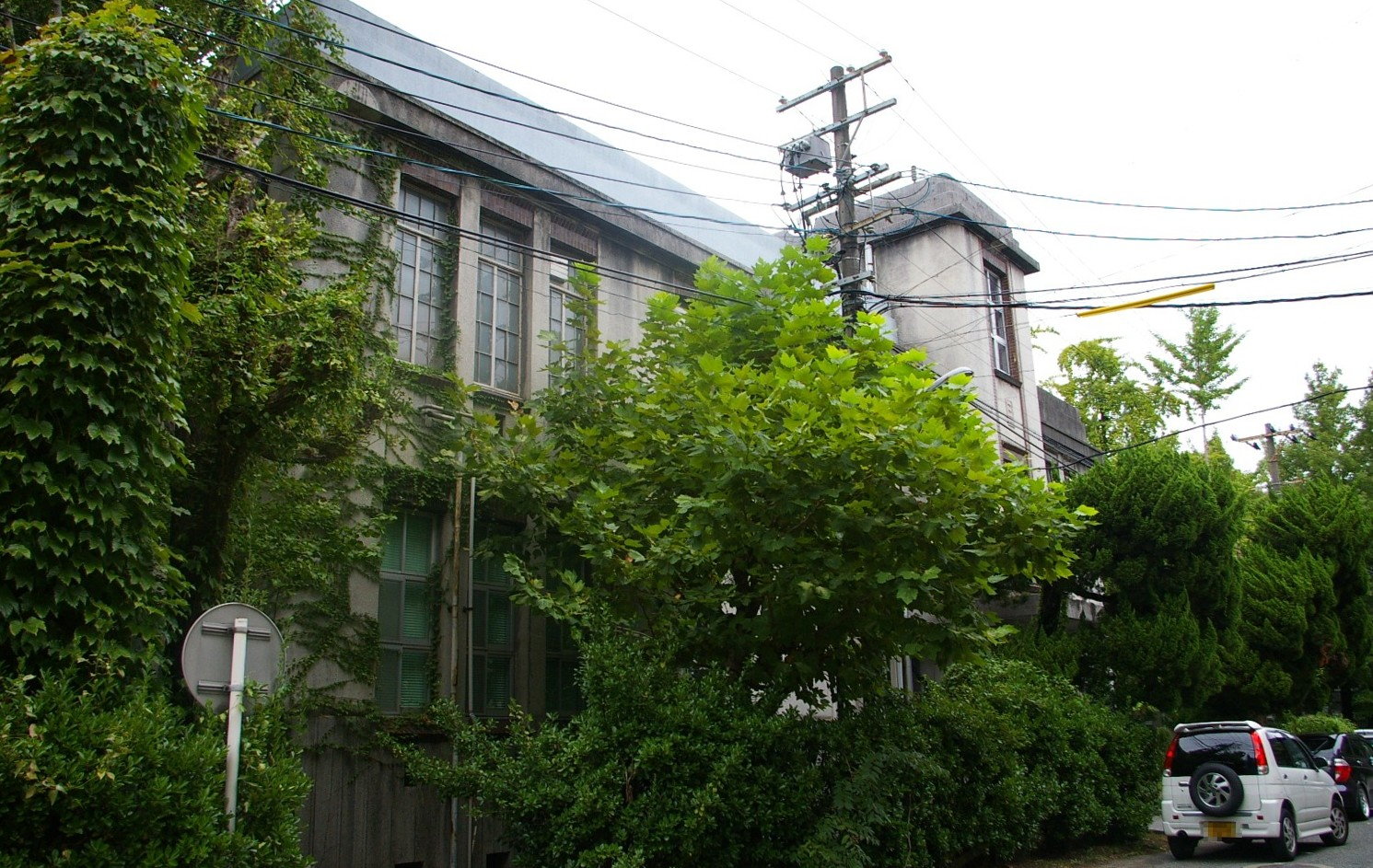
アドミッションセンター（文学部心理学教室）

九州大学大学院人文科学研究院（きゅうしゅうだいがくだいがくいんじんぶんかがくけんきゅういん、英称:Faculty of Humanities）は、九州大学大学院に設置される研究科以外の研究組織の一つであり教員が所属する。九州大学大学院人文科学府（きゅうしゅうだいがくだいがくいんじんぶんかがくふ、英称:Graduate School of Humanities）は九州大学大学院に設置される研究科以外の教育組織の一つであり大学院生が所属する。九州大学文学部（きゅうしゅうだいがくぶんがくぶ、英称: School of Letters）は、九州大学に設置される学部の一つである。

## 概要
九州大学文学部は、1924年に九州帝国大学に設置された法文学部の学科として生まれた。1949年に法文学部から独立して文学部となり、1953年には大学院文学研究科を設置した。2000年に大学院重点化を完了し、大学院人文科学研究院及び大学院人文科学府を設置した。人文学科のもと、哲学コース、歴史学コース、文学コース、人間科学コース及び、AO入試で選抜される国際コースが置かれている。

## 沿革
- 1924年 - 九州帝国大学に法文学部文学科を設置[1]。
- 1949年 - 法文学部から文学部が独立[1]。
- 1953年 - 大学院文学研究科を設置[1]。
- 1998年 - 文学部人間科学科を九州大学大学院人間環境学研究科に分離[1]。
- 2000年 - 大学院重点化を完了。大学院人文科学研究院を設置。大学院文学研究科を大学院人文科学府に改称[1]。

## 学科
- 人文学科[1]
  - 入学定員160名[2]

## 著名な出身者

### 政治
- 諫山博 - 元衆議院議員、元参議院議員、弁護士
- 堤かなめ - 衆議院議員、元福岡県議会議員、元九州女子大学教授
- 大森創造 - 元参議院災害対策特別委員長、元圷村村長
- 田中良二 - 薩摩川内市長、元鹿児島県議会議員
- 吉廣啓子 - 元苅田町長、元苅田町教育委員

### 行政
- 山田馨司 - 元総務事務次官、元内閣広報室内閣審議官、元能率増進研究開発センター理事長
- 林哲三郎 - 駐ベネズエラ大使、元日本貿易振興機構理事

### 経済
- 國枝忠雄 - 元中部日本放送社長、藍綬褒章
- 中川博迪 - 楽天生命保険創業者、元アクサ生命保険社長
- 金子裕子 - 公認会計士、早稲田大学教授、商工組合中央金庫監査役

### マスコミ
- 白根孝之 - 元日本教育テレビ（現テレビ朝日）調査部長、元東京造形大学教授
- 原口雅臣 - NHKアナウンサー
- 山縣由美子 - 元南日本放送アナウンサー、九州大学理事、石橋湛山記念早稲田ジャーナリズム大賞
- 平川尚子 - 九州朝日放送アナウンサー
- 松田ふみ子 - 元サンデー毎日記者、元エリザベス・サンダースホーム理事長
- 井上久男 - 経済ジャーナリスト、豊前市政策アドバイザー

### 研究
- 青木博史 - 日本語学、九州大学准教授
- 赤木善光 - 神学、東京神学大学名誉教授、元日本基督教団自由が丘教会主任牧師
- 秋吉久紀夫 - 中国文学、九州大学名誉教授、日本翻訳家協会翻訳特別功労賞、日本詩人クラブ詩界賞
- 荒井洋一 - 哲学、東京学芸大学教授
- 有村隆広 - 独文学、九州大学名誉教授
- 飯倉洋一 - 国文学、大阪大学教授
- 飯島伸子 - 社会学、元東京都立大学教授
- 家入葉子 - 言語学、京都大学教授
- 板坂耀子 - 国文学、福岡教育大学名誉教授、集英社小説ジュニア新人賞佳作
- 井上孝代 - 心理学、明治学院大学名誉教授
- 上田純一 - 日本中世史、元京都府立大学教授
- 上原兼善 - 日本近世史、岡山大学名誉教授、角川源義賞
- 上原和 - 美学美術史、成城大学名誉教授、亀井勝一郎賞
- 後小路雅弘 - 美術史、九州大学教授
- 海老井英次 - 日本文学、九州大学名誉教授
- 大浜晧 - 中国哲学、名古屋大学名誉教授
- 岡島昭浩 - 国語学、大阪大学教授
- 小川全夫 - 社会福祉学、九州大学名誉教授
- 小川浩 - 英語学、東京大学名誉教授
- 小田富士雄 - 考古学、福岡大学名誉教授、雄山閣考古学賞
- 折田悦郎 - 日本近代大学史、九州大学名誉教授
- 遠城明雄 - 地理学、九州大学教授
- 鏡山猛 - 考古学、九州大学名誉教授、元九州歴史資料館長、レジオン・ドヌール勲章
- 川畑秀明 - 心理学、慶應義塾大学教授
- 金子勇 - 社会学、北海道大学名誉教授
- 狩野博幸 - 日本美術史、元同志社大学教授
- 上村和也 - 比較文学、鹿児島大学名誉教授
- 上村孝二 - 国語学、鹿児島大学名誉教授
- 上村直己 - ドイツ学、熊本大学名誉教授、元日本独学史学会会長
- 川添昭二 - 中世九州史、九州大学名誉教授
- 川平敏文 - 国文学、九州大学准教授、日本古典文学会賞、角川源義賞、やまなし文学賞
- 川本芳昭 - 東洋史、九州大学名誉教授
- 菅豊彦 - 哲学、九州大学名誉教授
- 菊池英夫 - 東洋史、北海道大学名誉教授、中央大学名誉教授
- 木部暢子 - 方言学、国立国語研究所教授
- 金明秀 - 社会学、関西学院大学教授
- 黒積俊夫 - 哲学、名古屋大学名誉教授
- 桑木務 - 哲学、元中央大学教授
- 古賀秀男 - イギリス史、山口大学名誉教授
- 後藤昭雄 - 国文学、大阪大学名誉教授
- 後藤和彦 - 米文学、東京大学教授
- 後藤宗俊 - 考古学、別府大学名誉教授、坪井清足賞
- 後藤康文 - 国文学、北海道大学教授、日本計画行政学会賞、日本都市学会賞
- 小宮木代良 - 日本近世史、東京大学教授
- 佐久間章 - 心理学、九州大学名誉教授
- 佐々木衞 - 社会学、神戸大学名誉教授
- 佐藤仁 - 中国哲学、広島大学名誉教授
- 静永健 - 中国文学、九州大学教授、日本中国学会賞
- 嶋崎丞 - 陶磁器研究、元石川県立美術館館長、元石川県七尾美術館館長
- 清水盛光 - 社会学、京都大学名誉教授
- 城福勇 - 日本近世史、香川大学名誉教授
- 城野節子 - 仏文学、九州大学名誉教授
- 陣内正敬 - 社会言語学、元九州大学教授
- 末松壽 - 仏文学、九州大学名誉教授
- 杉谷昭 - 日本近代史、佐賀大学名誉教授、佐賀城本丸歴史館初代館長
- 鈴木さやか - 日本古典文学、静岡県立大学講師
- 裾分一弘 - 西洋美術史、学習院大学名誉教授
- 瀬野精一郎 - 日本中世史、早稲田大学名誉教授
- 高木孝詮 - 法学、元八幡大学学長、藍綬褒章
- 高實康稔 - 仏文学、長崎大学名誉教授、フランス教育功労章
- 高野信治 - 日本近世史、九州大学教授
- 高山倫明 - 言語学、九州大学名誉教授
- 滝沢克己 - 哲学、元九州大学教授
- 田坂憲二 - 国文学、慶應義塾大学教授、日本古典文学会賞
- 田中晃 - 哲学、元山口大学学長、元山口女子大学学長
- 谷口鉄雄 - 美術史、九州大学名誉教授、元北九州市立美術館長、元日本学術会議会員
- 辻田淳一郎 - 考古学、九州大学教授
- 堤研二 - 地理学、大阪大学教授、地域地理科学会賞、グローバルビジネス学会賞
- 寺園喜基 - 神学、九州大学名誉教授、元西南学院理事長
- 永島広紀 - 朝鮮史、九州大学教授
- 中野等 - 日本史、九州大学教授
- 永嶺重敏 - 出版文化研究、東京大学図書館職員、日本図書館情報学会賞、日本児童文学学会奨励賞
- 西嶋有厚 - 西洋史、福岡大学名誉教授
- 中村昭之 - 心理学、駒澤大学教授、元日本応用心理学会会長
- 中村栄子 - 仏文学、西南学院大学名誉教授、フランス教育功労章
- 中村尚史 - 日本経済史、東京大学教授、元フランス社会科学高等研究院客員教授
- 西原忠毅 - 英語学、九州大学名誉教授
- 丹羽泉 - 宗教社会学、東京外国語大学教授
- 根本道也 - 独文学、九州大学名誉教授
- 箱田裕司 - 心理学、九州大学名誉教授、元日本認知心理学会理事長
- 春成秀爾 - 考古学、国立歴史民俗博物館名誉教授、濱田青陵賞
- 日比佳代子 - 日本近世史、明治大学博物館学芸員
- 平田寛 - 美術史、九州大学名誉教授、学士院賞、國華賞、島田賞
- 福田千鶴 - 日本近世史、九州大学教授
- 福留留美 - 心理学、九州大学教授
- 藤尾慎一郎 - 考古学、国立歴史民俗博物館副館長
- 星乃治彦 - ドイツ近代史、福岡大学教授
- 本田司 - 西洋文学、九州国際大学名誉教授
- 元田脩一 - 米文学、元九州大学教授
- 松浦年男 - 音声学、北星学園大学教授、金田一京助博士記念賞
- 松岡利夫 - 民俗学、山口大学名誉教授
- 松垣裕 - 西洋史、熊本大学名誉教授、元熊本女子大学学長、元熊本市教育委員長
- 松本直子 - 考古学、岡山大学教授、日本学術会議会員、雄山閣考古学賞特別賞
- 前田淑 - 国文学、福岡女子短期大学助教授
- 松下志朗 - 日本史、九州大学名誉教授
- 真野和夫 - 考古学、元大分県立歴史博物館副館長
- 三隅二不二 - 心理学、大阪大学名誉教授、紫綬褒章、クルト・レヴィン賞、国際応用心理学会賞
- 三井徹 - 音楽学、金沢大学名誉教授、元国際ポピュラー音楽学会会長、元日本ポピュラー音楽学会会長
- 山下祐介 - 社会学、東京都立大学教授
- 山室三良 - 中国哲学、九州大学名誉教授
- 弓削三男 - 仏文学、早稲田大学名誉教授
- 吉田徹夫 - 英文学、福岡女子大学名誉教授
- 吉竹迪夫 - 英文学、九州大学名誉教授
- 六反田豊 - 朝鮮史、東京大学教授

### 文化
- 荒木あかね - 推理作家、江戸川乱歩賞
- 川上宗薫 - 作家、芥川賞に5度ノミネート
- 渡辺啓助 - 推理作家、元日本探偵作家クラブ（日本推理作家協会）会長
- 原尞 - 推理作家、日本冒険小説協会大賞最優秀短編賞、ファルコン賞
- 有田忠郎 - 詩人、翻訳家、仏文学者、西南学院大学名誉教授、詩歌文学館賞
- 阿木津英 - 歌人、短歌研究賞、現代歌人協会賞、現代歌人集会賞
- 江崎道朗 - 評論家、元祖国と青年編集長、ヨゼフ・ロゲンドルフ賞
- 田才益夫 - 演出家、翻訳家、日本翻訳出版文化賞

### 芸能
- 副島和樹 - 俳優、ジュノン・スーパーボーイ・コンテスト審査員特別賞、ミスター九大コンテスト2014
- おほしんたろう - お笑いタレント

### その他
- 阿部正寿 - 世界戦略総合研究所会長、国際勝共連合事務総長
- 大野俊康 - 神職、元靖國神社宮司、元本渡諏訪神社宮司
- 小柳陽太郎 - 教育者、元九州造形短期大学教授、元国民文化研究会副会長

## 博士号取得者
- 五野井隆史 - キリスト教史、東京大学名誉教授
- 小畑弘己 - 考古学、熊本大学教授、濱田青陵賞
- 高良倉吉 - 琉球史、琉球大学名誉教授、元沖縄県副知事、元沖縄県立博物館長